# Klisura Ujča
Klisura Ujča je rezervat prirodnih predjela u bosanskohercegovačkoj općini Kladanj, Tuzlanska županija. 
Dva kilometra od Kladnja na jugozapadnoj strani pored ceste Kladanj - Tuzla nalazi se klisura Ujča. U neposrednoj blizini nalazi se istoimena rječica. Klisura je duga 250, a visoka preko 150 metara. U razmaku od 20 metara nalaze se dva ulaza u pećine do koji se može doći samo uz posjedovanje posebne opreme. U podnožju klisure rječica Ujča dijelom ponire što tvori vir, a dijelom otiče.